# Taça da Liga de Futsal de 2018–19
A Taça da Liga de Futsal de 2018–19 é a 4.ª edição da terceira maior competição de clubes de futsal organizada pela FPF. O SL Benfica é o detentor do título.
A final será disputada a 13 de Janeiro de 2019 no Pavilhão Multiusos de Sines.

## Formato
A Taça da Liga de Futsal de 2018–19 foi disputada por oito equipas num sistema de eliminatórias a uma mão. Um sorteio é realizado para determinar as equipas que se defrontarão nos quartos-de-final da competição. 

## Qualificação
Para disputar a Taça da Liga de Futsal de 2018–19, as equipas terão de disputar a primeira volta da fase regular do campeonato nacional da mesma época. As 8 equipas mais bem classificadas qualificam-se. Após a conclusão da 13.ª jornada, última jornada da primeira volta do Campeonato Nacional, a classificação era a seguinte.

## Resultados
|  | Quartas de final     | Quartas de final     | Quartas de final |               |             | Semifinais  | Semifinais | Semifinais |  |  | Final | Final | Final |  |
|  |                      |                      |                  |               |             |             |            |            |  |  |       |       |       |  |
|  | Leões de Porto Salvo | Leões de Porto Salvo | 3 (7)            |               |             |             |            |            |  |  |       |       |       |  |
|  | Leões de Porto Salvo | Leões de Porto Salvo | 3 (7)            |               |             |             |            |            |  |  |       |       |       |  |
|  | Modicus              | Modicus              | 3 (8)            |               |             |             |            |            |  |  |       |       |       |  |
|  | Modicus              | Modicus              | 3 (8)            |               | Modicus     | Modicus     | 2          |            |  |  |       |       |       |  |
|  |                      |                      |                  |               | Modicus     | Modicus     | 2          |            |  |  |       |       |       |  |
|  |                      |                      | SL Benfica       | SL Benfica    | 6           |             |            |            |  |  |       |       |       |  |
|  | Futsal Azeméis       | Futsal Azeméis       | SL Benfica       | SL Benfica    | 6           | 1           |            |            |  |  |       |       |       |  |
|  | Futsal Azeméis       | Futsal Azeméis       |                  |               |             |             |            |            |  |  |       |       |       |  |
|  | SL Benfica           | SL Benfica           | 7                |               |             |             |            |            |  |  |       |       |       |  |
|  | SL Benfica           | SL Benfica           | 7                |               | SL Benfica  | SL Benfica  | 3          |            |  |  |       |       |       |  |
|  |                      |                      |                  |               |             |             |            |            |  |  |       |       |       |  |
|  |                      |                      | SC Braga/AAUM    | SC Braga/AAUM | 0           |             |            |            |  |  |       |       |       |  |
|  | Eléctrico FC         | Eléctrico FC         | SC Braga/AAUM    | SC Braga/AAUM | 0           | 3 (5)       |            |            |  |  |       |       |       |  |
|  | Eléctrico FC         | Eléctrico FC         |                  |               |             |             |            |            |  |  |       |       |       |  |
|  | Sporting CP          | Sporting CP          | 3 (4)            |               |             |             |            |            |  |  |       |       |       |  |
|  | Sporting CP          | Sporting CP          | 3 (4)            |               | Elétrico FC | Elétrico FC | 1          |            |  |  |       |       |       |  |
|  |                      |                      |                  |               | Elétrico FC | Elétrico FC | 1          |            |  |  |       |       |       |  |
|  |                      |                      | SC Braga/AAUM    | SC Braga/AAUM | 4           |             |            |            |  |  |       |       |       |  |
|  | AD Fundão            | AD Fundão            | SC Braga/AAUM    | SC Braga/AAUM | 4           | 1 (1)       |            |            |  |  |       |       |       |  |
|  | AD Fundão            | AD Fundão            |                  |               |             |             |            |            |  |  |       |       |       |  |
|  | SC Braga/AAUM        | SC Braga/AAUM        | 1 (3)            |               |             |             |            |            |  |  |       |       |       |  |

## Campeão
| Taça da Liga de Futsal de 2018-19 |
| --------------------------------- |
| SL Benfica 2.º Título             |